# Introduction à la philosophie mathématique
Introduction à la philosophie mathématique est un livre de Bertrand Russell, publié en 1919, exposant entre autres, de manière moins technique, les principales idées contenues dans les Principia Mathematica (de lui-même et de Whitehead, 1910–1913). 
L'œuvre inclut la théorie des descriptions (en).

## Contenu
On trouve dans ce livre écrit en prison (6 mois, en 1918, pour activités pacifistes) une présentation non technique de cette philosophie des mathématiques qu'on appelle le « logicisme ». On y voit également exposés les grands traits d'une philosophie de la logique, sous une forme qui ne requiert ni connaissance mathématique particulière, ni initiation préalable au symbolisme mathématique.
L'ouvrage tente de définir des concepts comme ensemble et nombre dans la continuité des travaux de Peano, Frege et Cantor.  Le dernier des dix-huit chapitres du livre défend « l'identité de la logique et des mathématiques », en s'appuyant sur les Principia Mathematica dans lesquels, selon Russell, on ne peut indiquer qu'arbitrairement l'endroit où finirait la logique et où commenceraient les mathématiques.

« D'un point de vue historique les mathématiques et la logique ont fait l'objet d'études distinctes. […] il est maintenant impossible de tracer une ligne de démarcation entre les deux ; en fait les deux ne font qu'une. Elles diffèrent comme un enfant diffère d'un homme, la logique est la jeunesse des mathématiques et les mathématiques sont la virilité de la logique. […] Beaucoup du travail mathématique moderne côtoie la logique et beaucoup de la logique moderne devient symbolique et formel, de manière que la relation étroite qui unit le mathématicien et le logicien saute aux yeux de tout travailleur instruit. »